# Xizhangzhuang
Xizhangzhuang (kinesiska: 西张庄镇, 西张庄) är en köping i Kina. Den ligger i provinsen Shandong, i den östra delen av landet, omkring 94 kilometer sydost om provinshuvudstaden Jinan. Antalet invånare är 37875. Befolkningen består av 18 846 kvinnor och 19 029 män. Barn under 15 år utgör 16,0 %, vuxna 15-64 år 73 %, och äldre över 65 år 10,0 %.
Genomsnittlig årsnederbörd är 912 millimeter. Den regnigaste månaden är juli, med i genomsnitt 310 mm nederbörd, och den torraste är januari, med 4 mm nederbörd.